# Franciska Cabrini
Sveta Franciska Cabrini, pravim imenom Francesca Saverio Cabrini, a poznata i kao Majka Cabrini i Majka iseljenika, bila je talijansko-američka katolička redovnica, misionarka i utemeljiteljica Družbe misionarki Presvetog Srca Isusova. Prva je naturalizirana državljanka SAD-a koju je kanonizirala Katolička Crkva. ↓bilj1 Spomendan joj je 22. prosinca.
Papa Pio XII. postavio ju je 1950. za zaštitnicu iseljenika.

## Mladost
Rođena je 15. srpnja 1850. u Sant' Angelu kod Lodia u Lombardiji. Bila je najmlađe od trinaestero djece posjednika imanja Augustina Cabrini i pobožne majke Stelle Oldini. Svega četvero od trinaestero djece doživjelo je pubertet. Obitelj se bavila uzgojem trešanja. Sa sedam godina primila je svetu potvrdu i taj je događaj smatrala prekretnicom u svojemu životu:
»U trenutku mazanja svetim uljem sam osjetila nešto što nikada neću moći izreći. Mislila sam da više nisam na zemlji, toliko mi je srce bilo ispunjeno čistom radošću. Ne znam izreći, što sam osjetila, ali znam da je to bio Duh Sveti.«
Budući da joj je otac rado čitao vijesti o misionarima, već se od malena počela zanimati za misije. S osamnaest godina kod redovnica Kćeri Presvetog Srca završila je učiteljsku školu. Otac i majka preminuli su u razmaku od deset mjeseci tijekom 1870. godine. Kao učiteljica je najprije predavala u Vidardu dvije godine, gdje je u mjesnoj župi bila aktivna u brizi za bolesnike zbog čega je i sama dobila boginje.
Počela je žudjeti za misijama, ali tada u Italiji nije bilo nijedne ženske misijske družbe. Zbog krhka zdravlja nije primljena ni u jedan od dvaju postojećih redova. Između 1874. i 1880. živjela je i djelovala unutar ustanove Kćeri Božje Providnosti, koja je 1880. radi teškoća ukinuta. Sa sedam djevojaka iz te ustanove Franciska je 14. studenoga 1880. u zgradi ukinuta samostana u Codognu osnovala Družbu Misionarki Presvetog Srca Isusova, s ciljem zauzimanja za bolesnu i napuštenu djecu. Ubrzo je Družba otvorila kuće i u Milanu i Rimu.

## Misije
Iako joj se san o odlasku u Kinu nije ostvario, ↓bilj2 papa Leon XIII. potvrdio je Pravilo sestara misionarki, a sestri Farnciski rekao: „Vaša ustanova je još mlada. Ona treba sredstava. Pođite u Sjedinjenje Američke Države. Ondje ćete naći pomoć, ali i ogromno polje rada.” Poslušavši papin prijedlog, ↓bilj3 s deset sestara upćuje se prema SAD-u. U proljeće 1889. stigla je u New York. Ondje se posebno zauzima za Talijane doseljene zbog gospodarske krize. Osniva škole, bolnice, sirotišta, domove i ubožišta u Chicagu, Denveru, Seattleu, New Orleansu i Los Angelesu. U pretežno protestanstskoj sredini bila je neshvaćena i često napadana, ali je podjednako zbrinjavala i podizala napuštenu djecu bez obzira na vjeroispovijest ili narodnost.
Misijsku djelatnost nastavila je u Srednjoj Americi (u Nikaragvi i Panami), Čileu u Južnoj Americi, kao i u Europi. Na svojim misijskim putovanjima 28 puta prepovila je Atlantik, ↓bilj4 jer su njezine sestre djelovale i u Amerikama i u Europi. Slala je svoje sestre na pamučne i rižine plantaže američkog Juga te u rudnike Sjevera. Govorila bi: „Radimo, radimo! Imat ćemo čitavu vječnost, dosta vremena da se odmorimo!” U rudokopima Denvera u Coloradu, misionarke su silazile u rudnike u kojima su radili talijanski doseljenici. Sestre misionarke dobile su dopuštenje posjeta zatvorenika te su tješile osuđenike na smrt u zloglasnom zatvoru Sing-Singu u New Yorku. Zatvorenici u Chicagu kupili su konja i kola za sestre koje su im dolazile u posjet iz daleka. Cabrini je već tada školu organizirala napredno te su sestre uz vjeronauk podučavale i prirodoslovlje te djecu jaćale športom.
Svakodnevno se molila pred Presvetim Oltarskim Sakramentom.

## Bolest i smrt
Za svojega drugog prijema kod Pape Leona XIII., rekla je odakle joj snaga u bolesti:
»Ja radim za Krista, a On se brine da ne padnem pod svojim bremenom.«
Umrla je 22. prosinca 1917. u Columbovoj bolnici u Chicagu, u 67. godini života, osamljena, dok je pripremala božićne poklone za petstotinjak napuštene djece. U trenutku smrti imala je 2000 sestara u 70 redovničkih kuća, a sestre njezina reda brinule su se za više od 5000 siročadi i 100 000 bolesnika.
Nakon Cabrinine smrti, sestre iz Družbe bile su primorane napustiti Kinu zbog političkih previranja koje je pratila vjerska nesnošljivost. Ubrzo su otišle i iz Sibira zbog Listopadske revolucije i nedostatka sredstava, kao i potpore mjesne zajednice.

## Spomen i čašćenje
Tijelo joj je izvorno bilo izloženo u Domu sv. Franciske Cabrini u New Yorku, ali je 1931. ekshumirano za potrebe beatfikacije. Nakon kanonizacije, ruka se čuva u svetištu u Chicagu, a ostatak tijela u svetištu u New Yorku.
Blaženom ju je 13. studenoga 1938. proglasio papa Pio XI., a svetom njegov nasljednik Pio XII. 7. srpnja 1946., ubrzo nakon završetka Drugoga svjetskog rata koji je iza sebe ostavio milijune izbjeglica i prognanika. Njezino beatifikacijsko čudo uključivalo je ozdravljenje novorođenčeta staroga jedan dan, koje je bilo slijepo zbog 50 %-tne koncentracije srebrovog nitrata u očima, umjesto normalnih 1 %. Dijete imena Peter Smith prisustvovalo je kanonizaciji. Kasnije se Smith zaredio za svećenika. Na misi zahvalnici za kanonizaciju prisustvovalo je 120 000 vjernika, koji su ispunili stadion Soldier Field u Chicagu.
Spomendan joj je 22. prosinca, a u SAD-u se slavi 13. studenoga, na dan kanonizacije, kako bi se izbjegle nedoumice sa svečanostima Došašća u sljedećim danima. Posebno je časte Američki Talijani.
Kako bi se rasteretila Kolumbova bolnica u Chicagu, koja je nakon smrti postala hodočastilište brojnih vjernika, Čikaška nadbiskupija dala je izgraditi nacionalno svetište u Chicagu. Osim u Chicagu, svetišta su uspostavljena na newyorkškom Manhattanu i u mjestu Golden u Coloradu.
Godine 1996. primljena je u Nacionalnu žensku kuću slavnih. Dvije godine kasnije, osnovana je zaklada Misija Cabrini s ciljem provođenja njezinih programa obrazovanja, zdravstvene i socijalne pomoći.
Jedna od stanica milanske gradske željeznice nosi njezino ime (Stazione Francesca Cabrini).
O njoj je 2024. snimljen film Cabrini.
- Svetište sv. Franciske Cabrini na Manhattanu.
- Unutrašnjost nacionalnog svetišta u Chicagu.
- Crkva sv. Franciske Cabrini u Omahi, Nebraska.
- Kip na portalu crkve u Pompejima.